# Dorfkirche Alt Madlitz

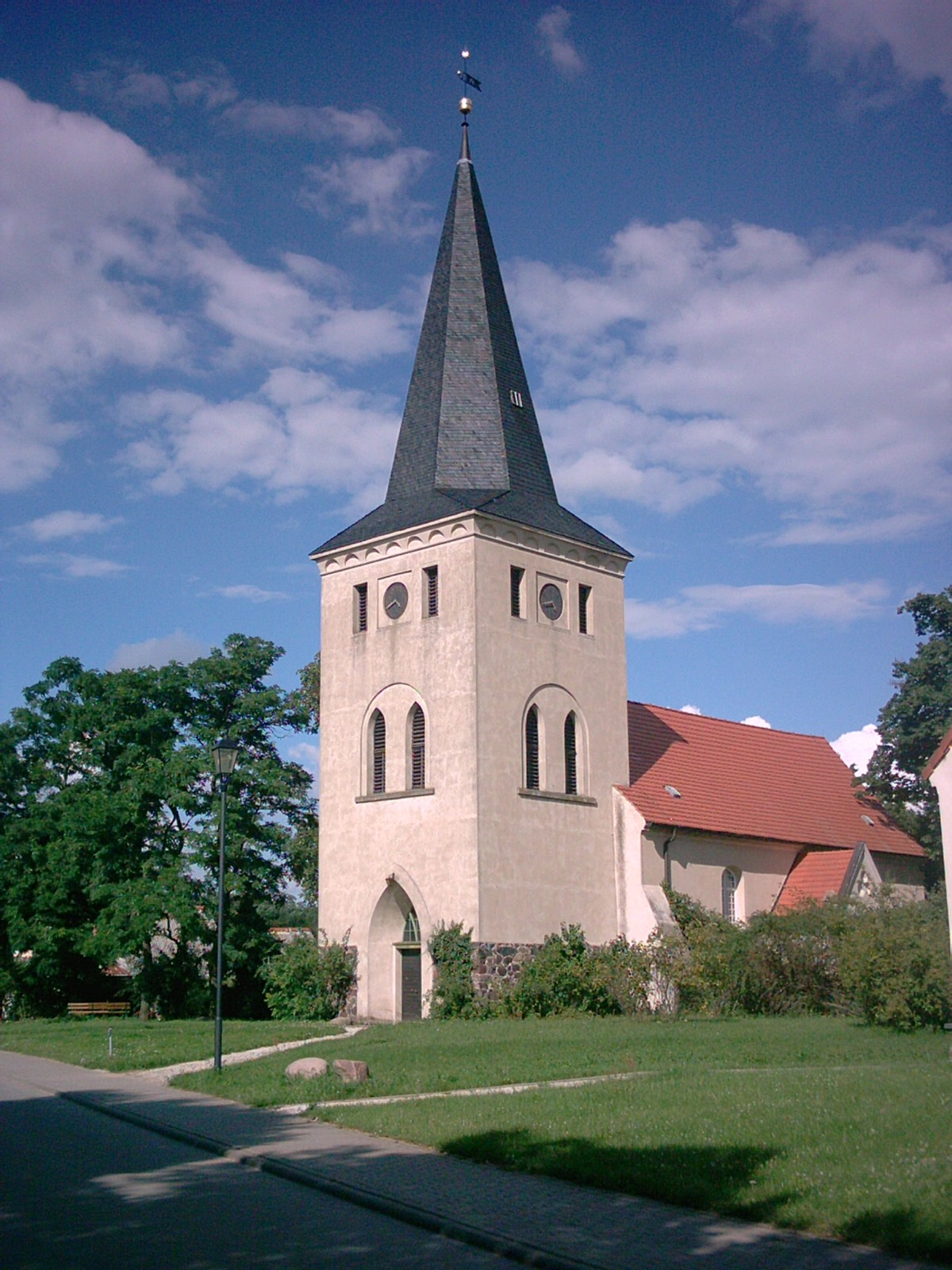
Dorfkirche

Die evangelische Dorfkirche Alt Madlitz ist eine frühgotische Feldsteinkirche in Alt Madlitz, einem Ortsteil der Gemeinde Briesen (Mark) im Landkreis Oder-Spree im Land Brandenburg. Die Kirchengemeinde gehört zum Kirchenkreis Oderland-Spree der Evangelischen Kirche Berlin-Brandenburg-schlesische Oberlausitz.

## Lage
Die Schlossstraße führt von Südwesten kommend in nordöstlicher Richtung auf das Schloss Alt Madlitz zu. Wenige Meter vor dem Schloss zweigt der Kirchweg in westlicher Richtung ab. Die Kirche steht südöstlich dieser Kreuzung auf einem Grundstück, das nicht eingefriedet ist.

## Geschichte
Das Bauwerk wurde im letzten Viertel des 13. Jahrhunderts errichtet und im 18. Jahrhundert „barock“ überformt. 1821 entstand ein Vorbau an der südlichen Seite des Kirchenschiffs. Der Innenraum wurde nach Entwürfen des Architekten Franz Schwechten umgebaut. In den Jahren 1990 und 1991 ließ die Kirchengemeinde das Bauwerk sanieren.

## Baubeschreibung
Das Bauwerk wurde im Wesentlichen aus Feldsteinen errichtet, die zu einem späteren Zeitpunkt verputzt wurden. Über die Lagigkeit und die Sorgfalt der Ausführung kann daher ohne weitere Untersuchung keine Aussage getroffen werden. Der Chor ist gerade und nicht eingezogen. An der östlichen Chorwand ist an der nördlichen und südlichen Seite je eine ellipsenförmige Blende, darüber ein hochrechteckiges Fenster, das mit Lamellen verdeckt ist. An den Ecken ist je ein schmaler Strebepfeiler, der über die Mauerecke reicht. Im Giebel ist eine hochrechteckige Öffnung. Alle Elemente werden durch geritzte Faschen betont.
Das Schiff hat einen rechteckigen Grundriss. An der Nordseite sind zwei große Rundbogenfenster. Sie werden nach Westen hin durch ein kleines Rundfenster ergänzt. Den Abschluss bildet ein weiterer Strebepfeiler. Die Südseite ist weitgehend identisch aufgebaut. Mittig zwischen den beiden Rundbogenfenstern ist jedoch ein zusätzlicher, neugotischer Anbau mit einem rechteckigen Grundriss. Er kann durch ein spitzbogenförmiges Portal von Süden her betreten werden. Die Ecken sind mit Fialen betont. An der West- und Ostseite ist jeweils ein schmales und ebenfalls spitzbogenförmiges Fenster. Den Giebel ziert ein Dreipass, der ebenfalls als Blende ausgeführt wurde. Kirchenschiff und Anbau tragen ein schlichtes Satteldach.
Der Westturm hat einen quadratischen Grundriss und ist gegenüber dem Kirchenschiff leicht eingezogen. Im unteren Bereich sind noch die Feldsteine sichtbar, der übrige Baukörper ist verputzt. An der Westseite ist ein großes und spitzbogenförmiges, abgefastes Portal. Im mittleren Bereich ist an den drei zugänglichen Seiten je eine große kreisförmige Blende, in die zwei spitzbogenförmige Öffnungen eingearbeitet sind. Darüber folgt das Glockengeschoss, das an den vier Seiten aus je einer mittig angebrachten Turmuhr sowie zwei seitlich angeordneten, hochrechteckigen Klangarkaden besteht. Oberhalb eines nach unten geöffneten Frieses erstreckt sich der achtfach geknickte Turmhelm, der mit Turmkugel, Wetterfahne und einem Stern abschließt.

## Ausstattung

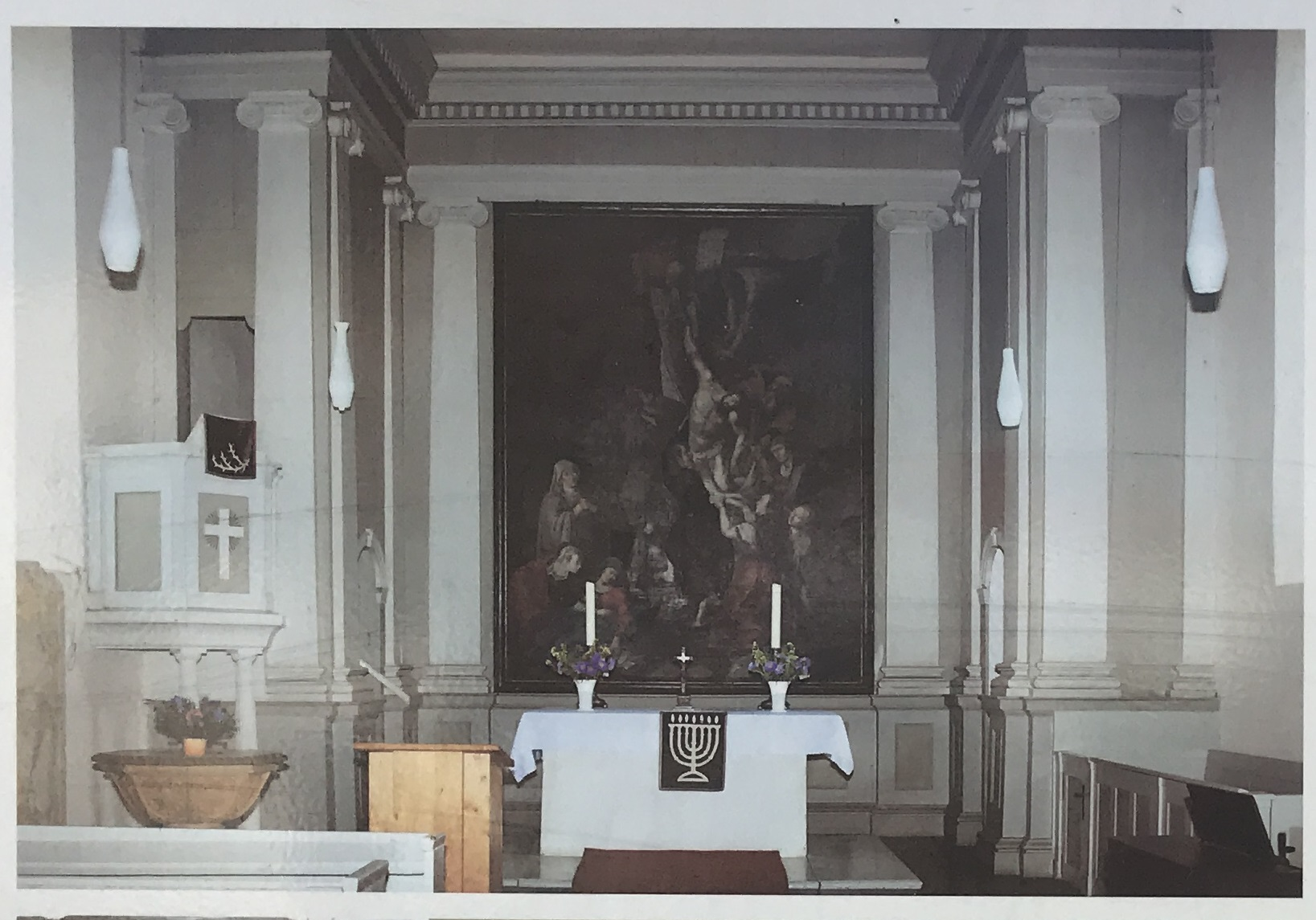
Altarwand

Das klassizistische Altarretabel hat einen wandförmigen Aufbau, der um 1900 von Franz Schwechten gestaltet wurde. Er gliederte die Fläche durch Pilaster und brachte im Altarblatt ein Gemälde an. Es stammt von Gregor Boldio, der 1631 in Anlehnung an ein Original von Peter Paul Rubens die Kreuzabnahme darstellte. Das Gemälde wurde 1859 vom Berliner Portraitmaler Eduard Wilhelm Kriesmann sowie 2011 von Grit Jehmlich aus Potsdam restauriert. Zur weiteren Kirchenausstattung gehören ein hölzernes Kruzifix aus dem 17. Jahrhundert sowie ein ebenfalls hölzernes Epitaph, das an den 1721 verstorbenen Jost Friedrich Rudolf von Wulffen erinnert. Hierzu gehören auch zwei Reliefgrabsteine aus dem Jahr 1612, die die Verstorbenen figürlich in ihrer Rüstung zeigen. Ein weiterer Grabstein wurde für den 1620 verstorbenen Curt von Wulffen und seine Ehefrau Elisabeth aufgestellt. Eine an der Südwand befindliche Wappenkartusche aus Stuck stammt aus dem Jahr 1734 und erinnert an die von Finckenstein. An der Nordseite der Turmhalle befindet sich eine gusseiserne Ofenplatte aus dem Jahr 1598. Sie zeigt eine Allegorie der Vanitas und Szenen aus dem Gleichnis des Schalksknechts.
Das Bauwerk verfügt über eine verglaste Westempore, die zu einem früheren Zeitpunkt als Winterkirche genutzt wurde. Der Innenraum schließt mit einer flachen Kassettendecke ab.
Südwestlich vor dem Bauwerk erinnert ein Gedenkstein an die Gefallenen der Weltkriege.